# Joe 1
RDS-1 (en ciríl·lic РДС-1, un acrònim originalment sense sentit, després expandit com Реактивный двигатель специальный, Reattivny Dvigatel Specialny, ‘reactor de míssil especial') va ser la primera bomba atòmica fabricada per l'URSS (Unió Soviètica). Va ser detonada el 29 d'agost de 1949 a Semipalàtinsk (Kazakhstan). Les fonts d'intel·ligència nord-americana la van denominar Joe-1, en al·lusió a Ióssif (Joseph) Stalin
La unitat va alliberar una energia de 22 quilotones, similar a la bomba que l'exèrcit nord-americà va llançar sobre Nagasaki. A instàncies de Lavrenti Béria, el dispositiu va ser en certa forma una còpia del disseny de la Fat Man dels Estats Units.
Va ser anomenada Primer llampec (Первая молния) pels soviètics i el seu desenvolupament es va avançar diversos anys respecte a les projeccions fetes per la intel·ligència militar nord-americana, de manera que va resultar una sorpresa per al món occidental.